# Bolbitis virens
Bolbitis virens là một loài thực vật có mạch trong họ Lomariopsidaceae. Loài này được (Wall. ex Hook. & Grev.) Schott miêu tả khoa học đầu tiên năm 1834.